# Закалинский, Алексей Григорьевич

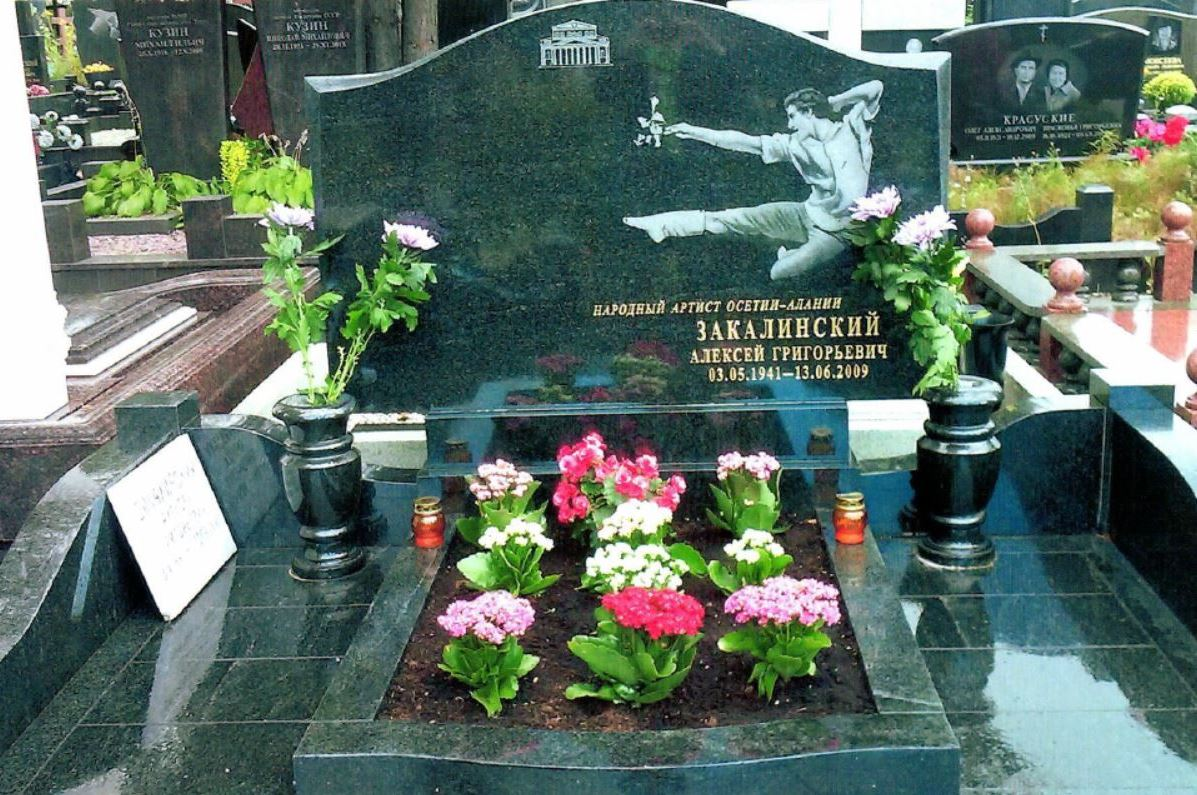
Могила Закалинского на Троекуровском кладбище Москвы

Алексей Григорьевич Закалинский (3 мая 1941, Москва, СССР — 13 июня 2009, Москва, Российская Федерация) — советский и российский артист балета, хореограф и педагог. Народный артист Северо-Осетинской АССР (1976).

## Биография
Окончил Московское хореографическое училище по классу педагога Николая Тарасова. С 1960 по 1981 год — солист Большого театра СССР.
В 1980 году окончил балетмейстерское отделение ГИТИСа (педагог Р. В. Захаров). В 1982-1989 годах – преподавал классический танец в родном Московском хореографическом училище.
С 1991 года — директор и главный балетмейстер Театра балета Светланы Адырхаевой, где в 1992 году поставил совместно с Адырхаевой балет «Осенние сильфы» на музыку К. М. фон Вебера. Непродолжительное время преподавал в Академии танца Натальи Нестеровой.
Скончался 13 июня 2009 года в Москве, похоронен на Троекуровском кладбище.

## Семья
Супруга — народная артистка СССР Светлана Адырхаева (1938—2023). В 1969 году у них родилась дочь Фатима.

## Партии
- Принц, «Щелкунчик»;
- Данила, «Каменный цветок»;
- Вацлав, «Бахчисарайский фонтан»;
- Зигфрид, «Лебединое озеро»;
- вальс в сцене бала в опере «Иван Сусанин»;
- Вакх, «Вальпургиева ночь» (балетный дивертисмент из оперы «Фауст»);
- Учитель танцев, «Чиполлино»;
- 1980 — Сорин, «Чайка», балетм. Майя Плисецкая (первый исполнитель).

## Постановки
- «Хетаг» Д. С. Хаханова (1980, Муз. театр Сев.-Осет. АССР),
- «Экзерсис» на муз. П. И. Чайковского, Л. Минкуса, В. А. Моцарта и др. (1990),
- «Итальянское каприччио» на муз. Чайковского (1990),
- «Жизель» (1990, Лейпцигский оперный театр).
- «Осенние сильфы» на муз. К. М. фон Вебера (1992)